# Yotsukaidō (Chiba)
Yotsukaidō (四街道市 Yotsukaidō-shi?) es una ciudad localizada en Chiba, Japón.

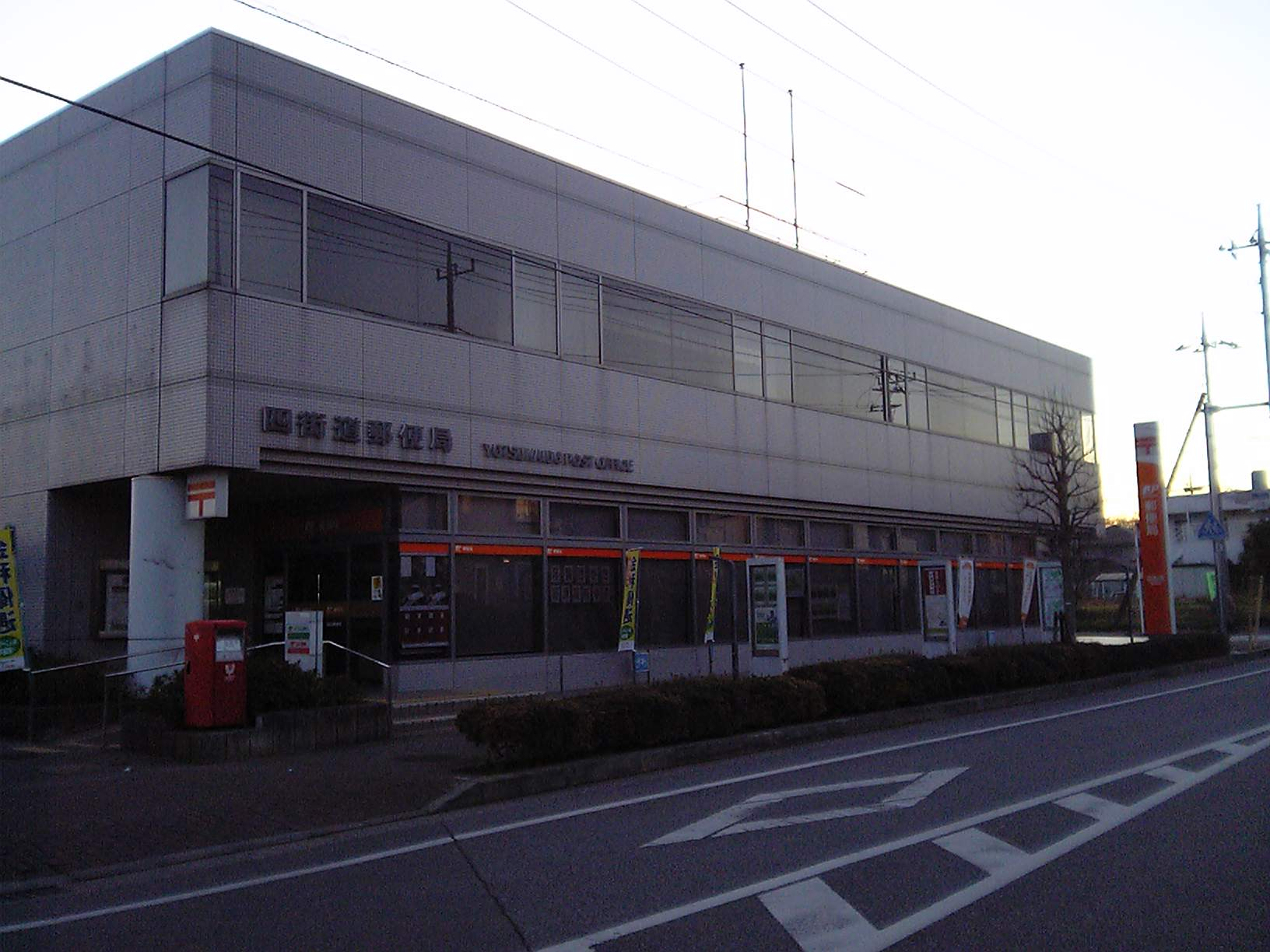
Oficina Postal de Yotsukaidō.

A partir de 2006, la ciudad tiene una población de 86.141. La superficie total es de 34,70 km².
La ciudad fue fundada el 1 de abril de 1981.

## Ciudades hermanadas
- Livermore, California, Estados Unidos